# Gampsocleis ryukyuensis
Gampsocleis ryukyuensis är en insektsart som beskrevs av Yamasaki 1982. Gampsocleis ryukyuensis ingår i släktet Gampsocleis och familjen vårtbitare. Inga underarter finns listade i Catalogue of Life.